# Hanshin Koshien Stadium
Hanshin Koshien Stadium (japansk: 阪神甲子園球場) er et baseballstadion i Hyōgo, Japan, der i næsten et århundrede har været hjemmebane for Nippon Professional Baseball-klubben Hanshin Tigers. Stadionet har plads til 43.508 tilskuere. Det blev indviet 1. august 1924, og er dermed det ældste stadion i Nippon Professional Baseball.